# Інтарсія

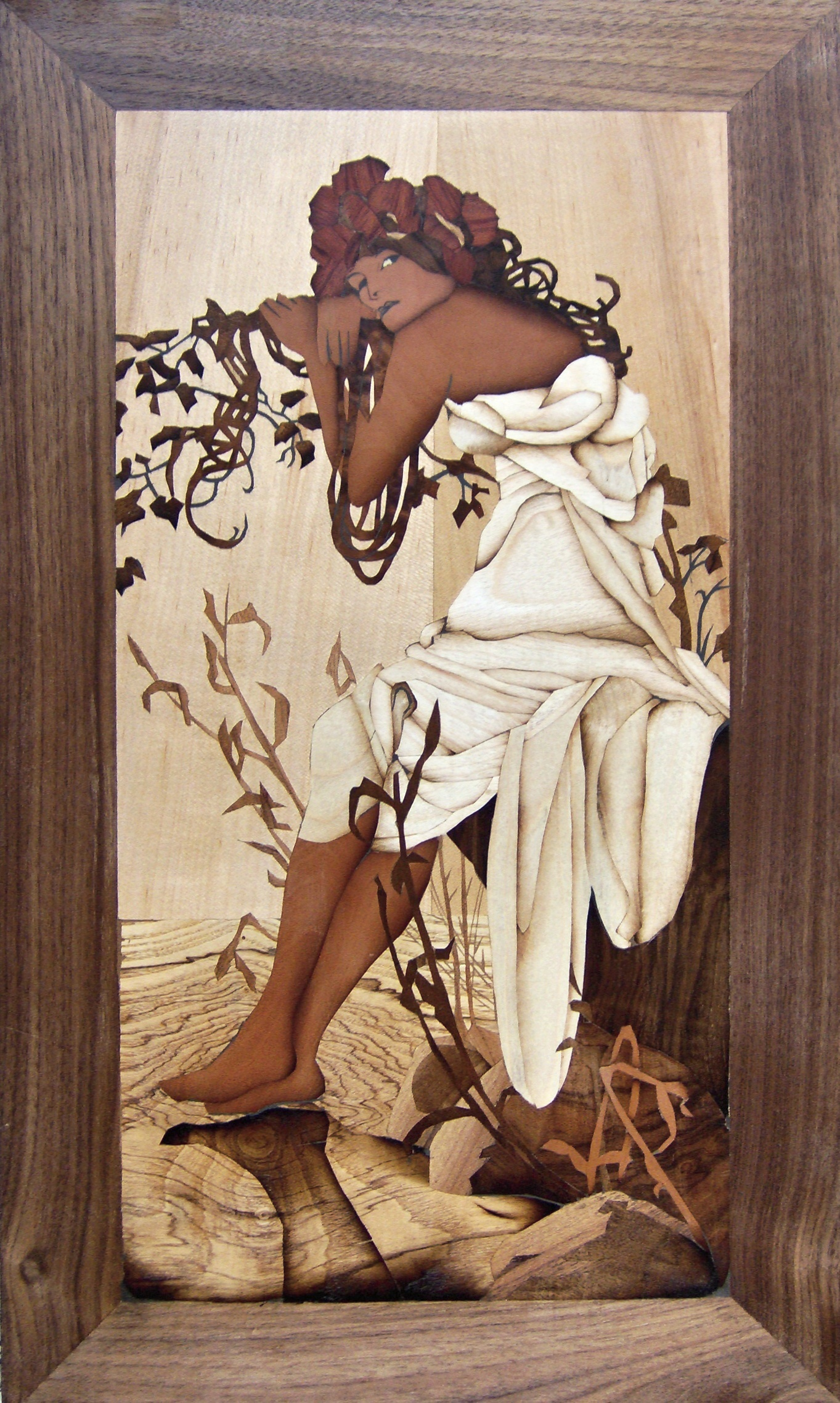
Альфонс. Марія Муха, зразок інтарсії

Інта́рсія (італ. intarsio — «інкрустація») — вид інкрустації на дерев'яних предметах.
Інтарсія являє собою зображення або візерунки, які виконуються способом врізування шматочків дерева, різних за фактурою і кольором, врівень з поверхнею дерев'яного виробу.
Інтарсія відома з глибокої давнини (керченський саркофаг, V ст. до н. е.).
В Україні інтарсія побутує майже в усіх областях, особливо широко до неї вдаються самодіяльні майстри, зокрема, на Прикарпатті і Закарпатті.

## Галерея

Вироби народних майстрів Корпанюків, с. Яворів (Косівський район, Івано-Франківська область
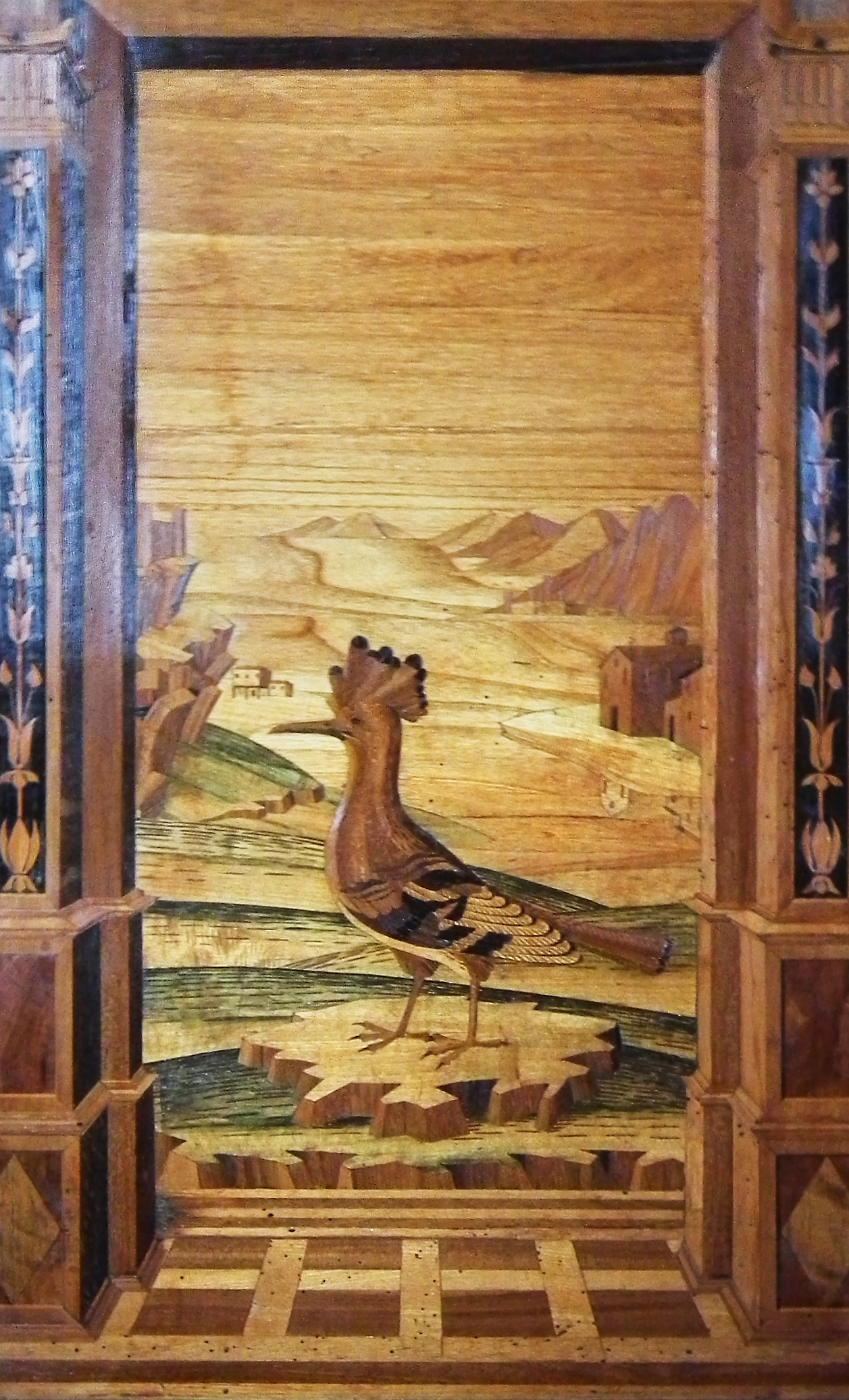
Птах
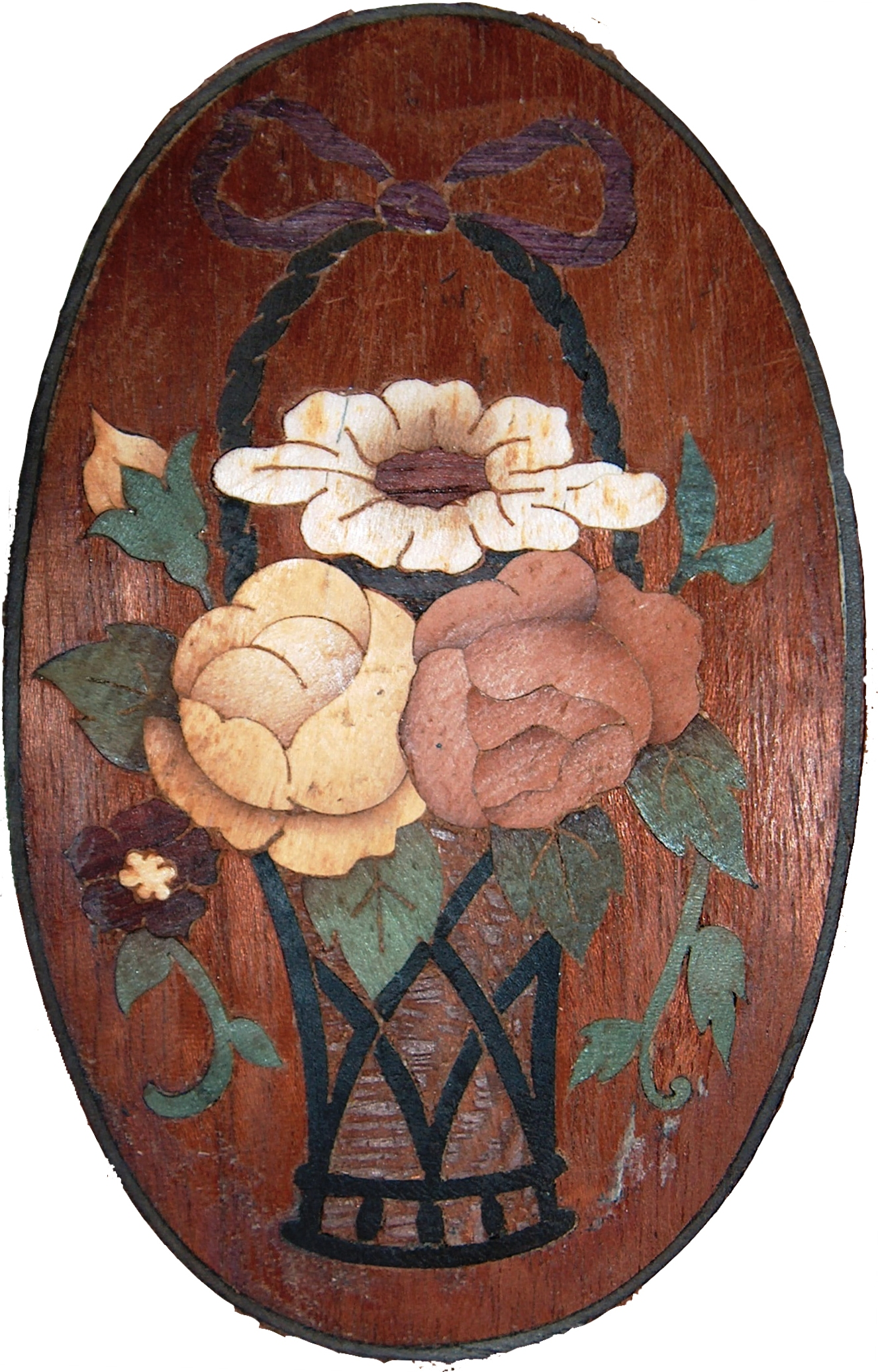
Троянди